# Итаев, Наиб
Наиб Итаев (род. Чечня) — шведский борец вольного стиля, многократный чемпион Швеции. Также участвует в соревнованиях по смешанным единоборствам.

## Карьера
Чеченец. Выступал в весовых категориях до 84—92 кг.

### Вольная борьба
В 2011 году в Мальмё Итаев стал чемпионом Швеции среди юниоров.
В 2012 году в городе Упландс-Весбю Итаев стал чемпионом Швеции в категории до 84 кг. В мае 2013 года в городе Тролльхеттан он повторил свой успех годичной давности. В ноябре 2021 года в городе Вестерос Итаев очередной раз подтвердил свой титул. Участвовал в чемпионатах Европы 2018 (15-е место) и 2019 годов (21-е место).

### Смешанные единоборства
По состоянию на ноябрь 2021 года Итаев провёл два боя и оба выиграл (один — нокаутом и один — единогласным решением судей).
| № Боя | Результат | Рекорд | Соперник                   | Способ                     | Турнир                    | Место проведения                    | Дата                 | Раунд | Время |
| ----- | --------- | ------ | -------------------------- | -------------------------- | ------------------------- | ----------------------------------- | -------------------- | ----- | ----- |
| 2     | Победа    | 2-0    | Николас Сьёгрен · Швеция   | Единогласное решение       | FCR 5 — Fight Club Rush 6 | Швеция, Вестерос, «Бомбардье Арена» | 29 февраля 2020 года | 3     | 3:00  |
| 1     | Победа    | 1-0    | Винсент Петтерсон · Швеция | Технический нокаут (удары) | FCR 5 — Fight Club Rush 5 | Швеция, Вестерос, «Бомбардье Арена» | 31 августа 2019 года | 1     | 0:30  |